# Solomon Kvirkvelia
Solomon "Saba" Kvirkvelia (georgiska: სოლომონ კვირკველია, ryska: Соломон Кверквелия, Solomon Kverkvelija), född 6 februari 1992 i Samtredia, är en georgisk fotbollsspelare som spelar för saudiska Al-Okhdood. 
Kvirkvelia debuterade för Rubin Kazan den 22 juli 2011 i en match mot FK Terek Groznyj.

## Statistik
| Klubb          | Säsong         | Liga    | Liga | Cup     | Cup | Kontinental | Kontinental | Totalt  | Totalt |
| Klubb          | Säsong         | Matcher | Mål  | Matcher | Mål | Matcher     | Mål         | Matcher | Mål    |
| -------------- | -------------- | ------- | ---- | ------- | --- | ----------- | ----------- | ------- | ------ |
| Rubin Kazan    | 2011/2012      | 8       | 1    | 2       | 0   | 4           | 0           | 14      | 1      |
| Rubin Kazan    | Totalt         | 8       | 1    | 2       | 0   | 4           | 0           | 14      | 1      |
| Karriär totalt | Karriär totalt | 8       | 1    | 2       | 0   | 4           | 0           | 14      | 1      |